# Махерово (деревня)
Махерово — деревня в Оленинском муниципальном округе Тверской области.

## География
Находится в юго-западной части Тверской области на расстоянии приблизительно 9 км на восток по прямой от административного центра округа поселка Оленино.

## История
Показана ещё на карте Менде (состояние местности на 1848 год). В 1859 году здесь (тогда сельцо Мохерово Ржевского уезда Тверской губернии) был учтен 1 двор, в 1939 — 21. До 2019 года входила в состав ныне упразднённого Глазковского сельского поселения.

## Население
| 2010 |
| ---- |
| 1    |

Численность населения: 8 человек (1859 год), 1 (русские 100 %) в 2002 году, 1 в 2010.